# Sa-Ra
Sa-Ra (The Sa-Ra Creative Partners) es un grupo de Hip Hop alternativo con base en Los Ángeles, California, también es conocido por su nombre completo, The Sa-Ra Creative Partners. El grupo está compuesto por Om'Mas Keith, Taz Arnold y Shafiq Huasayn. El nombre se traduce como "Los Niños de Dios". El nombre del grupo, el estilo y la creatividad son alusiones al jazz de modo similar al compositor y filósofo Sun Ra.

## Historia
Sa-Ra se formó en 1990 de un trío de productores de la industria, músicos y ejecutivos. La discografía del grupo incluye canciones con artistas como Jurassic 5 y Pharoahe Monch, y en conjunto y/o individualmente produjo canciones para artistas como Heavy D, Bilal, D. Dre, Jill Scott, Erykah Badu, Frank Ocean, Fonzworth Bentley, Jay-Z, John Legend y Goapele. El grupo anteriormente había sido firmado por Kanye West para GOOD Music donde se planeó lanzar su álbum debut. La compañía disolvió su contrato con su distribuidor Sony BMG, y el grupo trato de firmar con una compañía independiente Babygrande Records.

## Lanzamientos y música reciente
Muchos sencillos y grabaciones han sido lanzados bajo el nombre del grupo, principalmente compañías independiente como ABB Records, Ubiquity Records y Sound in Color y varios álbumes recopilación, que incluye "Glorious", y sencillos como "Double Dutch" y "Second Time Around". El material más nuevo lanzado es el álbum promocional SetUp & Justications, incluyendo sencillos como "Big Fame", "StarWars" y "Hollywood". El sencillo "Second Time Around" fue lanzado en formato CD y disponible en línea en iTunes. El vinilo original del grupo fue lanzado por Ubiquity Recods. Su álbum se tituló The Hollywood Recordings, y fue lanzado por Babygrande Records el 24 de abril de 2007.
El grupo ha dicho que su sonido probablemente no obtenga la atención de MTV. Aun así, a principios de 2009, Om'Mas devenía de un reparto regular en Diddy's MTV en el programa Making His Band que tuvo atención en Sa-Ra.

## Discografía

### Álbumes
- The Hollywood Recordings (2007)
- Nuclear Evolution: The Age of Love (2009)[1]

### Colaboraciones
- 2004: "Turn It Up", "Certified" (del álbum de Krumbsnatcha Let The Truth Be Told)
- 2005: "A Helluva Town" (del álbum Impulsive! de Revolutionary Jazz Reworked)
- 2005: "Deep Inside" (del álbum de Platinum Pied Pipers Triple P)
- 2007: "Space Fruit Interlude" (del álbum de Talib Kweli Eardrum)
- 2015: "Finale" (del álbum de Ty Dolla $ign Free Tc)